# Chuck Gentry
Charles T. „Chuck“ Gentry (* 14. Dezember 1911 in Belgrade, Nance County, Nebraska; † 1. Januar 1988 in Kalifornien) war ein US-amerikanischer Jazzmusiker (Baritonsaxophon, auch Klarinette, Fagott), der in den großen Bigbands der späten Swingära und später in den Hollywood-Studioorchestern spielte.
Gentry spielte im Laufe seiner Karriere in den Swingorchestern von Harry James (1940), Benny Goodman (1941 und erneut 1946/47), Jimmy Dorsey (1942), Glenn Miller (1943/44), Artie Shaw (1945), Jerry Gray (1946), in den 1950er-Jahren u. a. bei Billy May, Clyde McCoy, Bob Crosby, Bob Keene, Pete Rugolo, Charlie Barnet, Bobby Troup, Dennis Farnon, Georgie Auld, Russell Garcia, Shorty Rogers, Woody Herman und dem Los Angeles Neophonic Orchestra. Daneben wirkte er bei Plattensessions u. a. von Ralph Burns, Jan Savitt, June Christy, Mel Tormé, Spud Murphy, Ella Fitzgerald, Patti Page, The Four Freshmen, Sammy Davis junior und Anita O’Day mit. In den 1960er Jahren arbeitete er außerdem mit Pete Fountain, Della Reese, Johnny Williams, Erroll Garner, Stan Kenton und Nancy Wilson. Im Bereich des Jazz war er von 1940 bis 1981 an um die 600 Aufnahmesessions beteiligt, zuletzt mit David Allyn.